# Dopady evropské migrační krize v Chorvatsku
Evropská migrační krize se v Chorvatsku projevuje od poloviny září 2015, kdy došlo vinou výstavby maďarského pohraničního plotu k přesměrování Balkánské migrační trasy na chorvatské území.

## Přesměrování Balkánské trasy do Chorvatska

Hranice Maďarska se Srbskem a Chorvatskem, která je uzavřená pro migranty (bariéra nebo vodní tok)

Během léta 2015 se v Chorvatsku Evropská migrační krize téměř neprojevila, tento stát stál stranou hlavní větve Balkánské migrační trasy. Situace se ale zásadním způsobem změnila dne 15. září, kdy došlo k úplnému uzavření srbsko-maďarské hranice pro migranty výstavbou Maďarského pohraničního plotu. Balkánská migrační trasa se následně přesunula právě do Chorvatska. Přes tuto zemi běženci v prvních týdnech plot jen obcházeli a posléze se vraceli do Maďarska. Chorvatská prezidentka Kolinda Grabarová-Kitarovičová vyzvala dne 16. září ke zvýšené připravenosti chorvatskou armádu. Od 17. září až do poloviny října probíhaly organizované převozy migrantů autobusy a vlaky z Chorvatska do Maďarska, které ale vyvolaly velkou nevoli právě v Maďarsku. Maďarští představitelé pohrozili, že v případě pokračování tohoto stavu zablokují vstup Chorvatska do Schengenu. Poté, co byl dne 17. října 2015, dokončen plot také na části maďarsko-chorvatské hranice se však přesunul hlavní proud migrantů dále do severozápadního Chorvatska a následně do sousedního Slovinska. Do Chorvatska přicházelo v druhé polovině září a v říjnu přes 8 000 migrantů denně. Za první měsíc od uzavření maďarsko-srbské hranice, do 16. října, prošlo touto zemí více než 185 000 lidí, dne 8. listopadu jejich počet podle tamního ministerstva vnitra činil již 320 000 osob. Zatímco v prvních dnech byl postoj chorvatské vlády k běžencům vstřícný, po krátké době se změnil, zejména kvůli faktu, že nápor migrantů byl mnohem větší, než na který byli Chorvati připraveni.

## Parlamentní volby 2015
Migrační krize vyvolala na podzim 2015 na chorvatské politické scéně neklid, který byl umocněn skutečností, že k ní došlo před parlamentními volbami do Saboru. I přes mimořádné okolnosti však byly volby nakonec vyhlášeny a hlasy o jejich možném odkladu zůstaly nevyslyšeny. Téma krize však využily všechny politické strany; vládnoucí sociální demokraté a jejich premiér Zoran Milanović, který byl terčem kritiky již během diplomatické přestřelky se Srbskem, zůstal osamocen ve své snaze vystupovat směrem ke krizi mírně. Naopak opoziční Chorvatské demokratické společenství a prezidentka Kitarovićová zaujaly ráznější postoj, podobný tomu, jaký zastával například český prezident Miloš Zeman nebo slovenský premiér Robert Fico. Milanović na kritiku reagoval slovy, že proti němu zaútočila "svatá trojice" HDZ-Budapešť-Bělehrad. Volby, konané začátkem listopadu 2015, vyhrálo s mírným náskokem opoziční Chorvatské demokratické společenství, které koncem prosince sestavilo vládu a k řešení krize zaujalo ráznější postoj.

## Vývoj krize v závěru roku 2015 a začátkem roku 2016
V závěru roku 2015 a v lednu 2016 procházelo Chorvatskem méně migrantů, jejich počet se pohyboval zpočátku kolem 4 000 lidí denně, později klesl na zhruba 1 500 osob za den. V polovině února 2016 ale začal počet nově přicházejících migrantů opět růst. V reakci na opatření Makedonie, která v lednu rozhodla, že na své území vpustí pouze běžence ze Sýrie, Iráku a Afghánistánu a v druhé části února toto opatření omezila pouze na Syřany a Iráčany, oznámilo dne 26. února Chorvatsko, že do země bude vpuštěno maximálně 580 lidí denně s cílem zajistit kontrolu všech příchozích. V souvislosti s uzavřením části makedonsko-řecké hranice pro migranty v polovině února 2016 prakticky došlo k uzavření celé Balkánské trasy. Během měsíce března tak přicházelo do Chorvatska maximálně několik stovek lidí denně, většinou ale méně.